# Български номенклатури за едропанелно жилищно строителство
Номенклатурите за едропанелните сгради представляват набор от индустриално произвеждани стоманобетонни елементи, всеки от които има точно установена форма и размери. Редица функционални и експлоатационни качества на всяка едропанелна сграда като етажност, вътрешно разпределение, дължина на междуосията (надлъжни и напречни), външен вид (фасадата) и др. се определят по съответната номенклатура.

## Списък на разработените и прилагани в България номенклатури
От първите ескперименти с едропанелно строителство в България до ликвидирането на домостроителните комбинати в началото на 1990-те години са били строени сгради по следните номенклатури:
Ал. Толстой
Траен мир
Красна поляна (4 етажа)
Русе – експериментални I
Русе – експериментални II
Б-V-Гл
Бс-2-63 (обединена)
Бс-VIII-Сф
Бс-2-64
Бс–V-VIII–1–68–Пд
Ос-68-Гл
Бн–IV–VIII–Гл–69
Бн–IV–VIII–72-Гл
Бс–IV–VIII–72–Гл/Бл
Бс–IV-IX-75–Гл-П–VII ст.
Бн–IV–VIII–Гл–75–Под
БП-75-Ск
Бн–IV–VIII–Гл–77
БП79–Гл
Бс-2-69
Бс-69-Сф
Бс-69–Сф-Уд
Бс-69–Сф-Уд'83
Бс-69–Сф-Уд'85
Бс-69–Сф-Уд-БП'87

## Значение на названията
Ескперименталните номенклатури са получили своите названия от квартала или града, на чиято територия е проведен съответният експеримент. Номенклатурите, разработени след опитния стадий, се означават със сигнатури, които носят определена информация. Главните елементи, от които се състоят повечето сигнатури, имат следното значение:
- първа буква – тип сгради (Б – жилищни сгради по безскелетна едропанелна система, О – общежития по безскелетна едропанелна система)
- втора буква – райони, за които сградите са предназначени (с – за сеизмични райони, н – за несеизмични райони)
- число, изписано с римска цифра – максимален брой етажи
- двуцифрено число с арабски цифри – година на разработване
- 2 букви – предприятие-разработчик (Сф – „Софпроект“, Гл – „Главпроект“) или град, за нуждите на който номенклатурата е предназначена (Вн – Варна, Рс – Русе и т.н.)